# トーマス・フェアファクス (第3代フェアファクス卿)

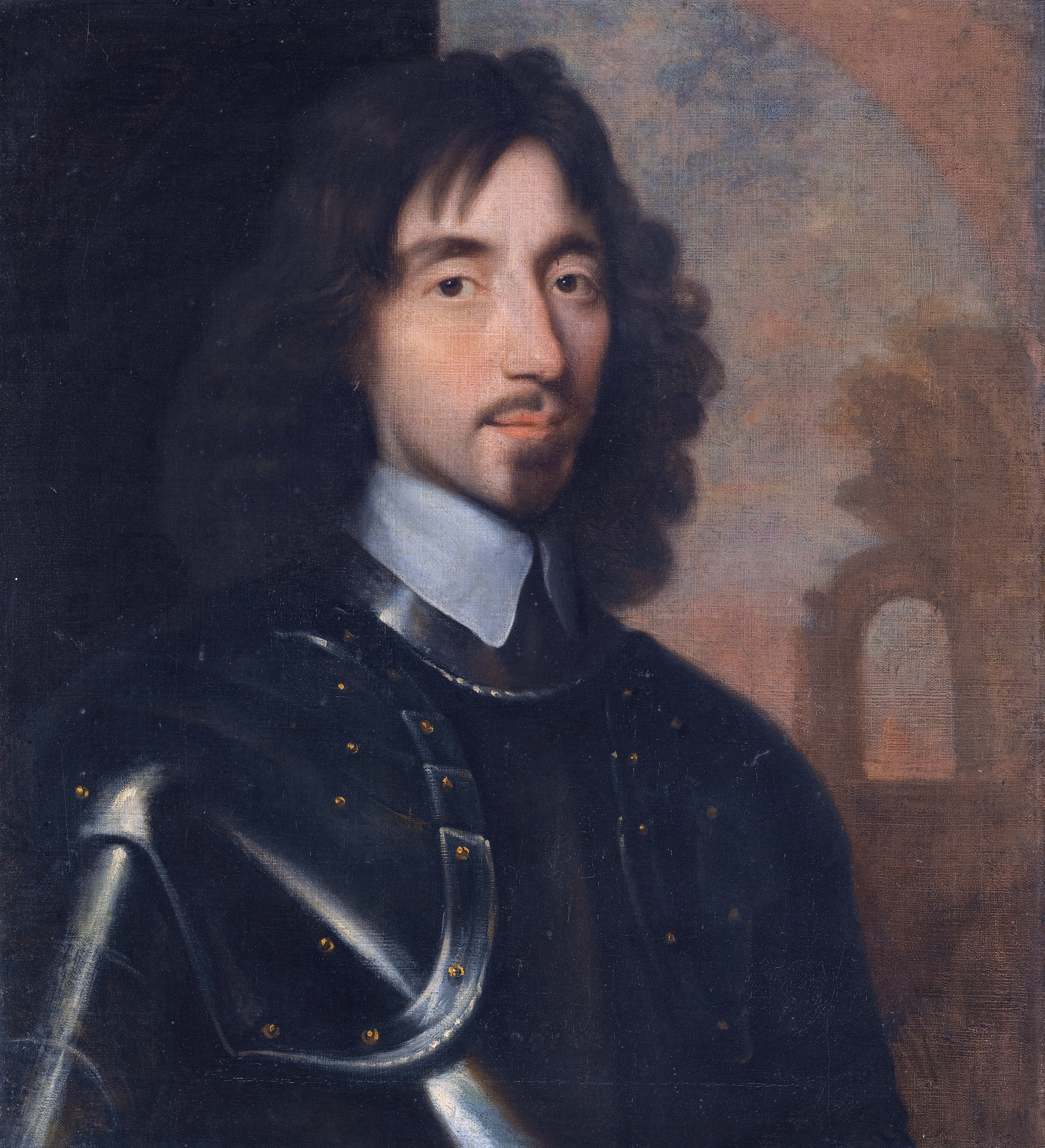
トーマス・フェアファクス

第3代キャメロンのフェアファクス卿トーマス・フェアファクス（Thomas Fairfax, 3rd Lord Fairfax of Cameron, 1612年1月17日 - 1671年11月12日）は、イングランドの貴族、軍人。清教徒革命（イングランド内戦）で活躍した議会派の指揮官である。ニューモデル軍の司令官に就任し議会派の勝利に貢献した。

## 生涯
ヨークシャーのオトレー村近郊に、スコットランド貴族である第2代キャメロンのフェアファクス卿ファーディナンド・フェアファクスの長男として生まれた。ケンブリッジ大学を卒業。
ティルベリーのヴィアー男爵ホレス・ヴィアー（オックスフォード伯爵ジョン・ド・ヴィアーの孫）に従ってネーデルラントに渡り、1629年から1631年まで八十年戦争（三十年戦争）などに従軍した。1637年にヴィアー男爵の娘アン・ヴィアーと結婚。1639年、チャールズ1世に従い第一次主教戦争に従軍。翌1640年に第二次主教戦争（1640年 - 1641年）にも参戦。
1642年にイングランド内戦（第一次イングランド内戦）が起こると議会派に属し、父と共に地元ヨークシャーを中心に各地を転戦したが、初めは苦戦続きで、1643年にヨークシャーへ迫った王党派のニューカッスル伯ウィリアム・キャヴェンディッシュを迎え撃ったが6月30日のアドウォルトン・ムーアの戦いで敗れ、撤退したハルで包囲される危機に陥った。ところがニューカッスル伯がリンカンシャーへ転進すると、東部連合軍の司令官マンチェスター伯エドワード・モンタギューと部下の鉄騎隊隊長オリバー・クロムウェルがフェアファクス父子の救援に動き、フェアファクス父子もハルを脱出しリンカンシャーで東部連合軍と合流、10月11日にウィンスビーの戦いでニューカッスル伯に勝利しリンカンシャーから王党派を追い出し、ハルへ戻りヨークシャーを確保した。
1644年1月25日にナントウィッチの戦いで勝利した後は、議会派の同盟相手であるスコットランド盟約派の援軍を率いるリーヴェン伯アレクサンダー・レズリーおよび甥のデイヴィッド・レズリーと共にヨークを包囲したが、カンバーランド公ルパートの救援軍が進撃すると包囲を中止し撤退、7月2日に追跡したルパート軍をマーストン・ムーアの戦いで迎撃、勝利して名を挙げた。戦後はヨークシャーで残敵掃討に当たったが、1645年2月にニューモデル軍が編成されるとその指揮官を務め、4月の辞退条例で排除されたエセックス伯ロバート・デヴァルーに代わり議会軍総司令官となった。
6月14日のネイズビーの戦いでは副司令官となったクロムウェルとヘンリー・アイアトンと共にルパートとチャールズ1世が率いる王党派の軍と激突、王党派を壊滅させる大勝利となった。戦後は西へ向かい王党派の拠点を次々と落とし、反抗する王党派残党も蹴散らし進軍、9月10日にはブリストルに籠ったルパートを降伏させた。1646年2月から4月にかけて南西部を平定し王党派の部将ラルフ・ホプトンを降伏させ、5月から6月にかけて王党派の本拠地オックスフォードを包囲（オックスフォード包囲戦）、6月24日に降伏させ第一次内戦を終結させた。他方で芸術や文学を愛し、オックスフォード包囲戦ではボドリアン図書館の資料に戦禍が及ばないように配慮した。
政治的関心は薄かったが、内戦終結後に起こった軍と議会の対立では長老派が主流派である議会の命令でクロムウェル・アイアトンと共に軍の抑えに努める一方、軍解体を進める議会に反発した軍の政治運動にも賛同した（ただし、パトニー討論は病気で欠席）。議会はニューモデル軍の解体と軍の関わりが深いクロムウェルら独立派の排除を画策、フェアファクスは議会が掌握する新たな軍の司令官に目されたが、彼自身は平等派ら軍の急進派を弾圧しつつ軍に身を置いた。1648年に第二次イングランド内戦が勃発するとケントの王党派の反乱平定に手一杯で、チャールズ1世に味方するスコットランド王党派の進軍に対応出来ず、代わりにクロムウェルがプレストンの戦いでスコットランド軍を撃破し第二次内戦を終わらせた。北からの脅威が去った後もイングランド王党派の掃討を続け、コルチェスターを包囲陥落させた（コルチェスター包囲戦）。
やがてチャールズ1世との交渉に固執する議会を見限り、交渉阻止のため12月に軍にチャールズ1世を逮捕させ、長老派を議会から排除するクーデター（プライドのパージ）など軍の政治介入への道を開いた。1649年1月30日のチャールズ1世の処刑などには関わらず、1月に設立されたランプ議会には2月になってから参加、5月13日には平等派がバンベリーで起こした反乱の鎮圧に参加、軍の急進派を排除して軍を掌握した。
だが1650年に起こった第三次イングランド内戦で参戦を拒否、クロムウェルの説得を振り切って司令官を辞職、司令官に就任したクロムウェルがダンバーの戦いでスコットランド軍と戦った。理由は同盟相手だったスコットランド盟約派と戦うことを嫌がったとも、妻や牧師の説得で長老派教会に心を傾けたからとも言われている。イングランド共和国時代では政治から遠ざかったが、共和国解体に動いたジョージ・マンクに協力して王政復古を支持し、晩年は自叙伝を書きつつ静かに暮らしたといわれる。1671年に59歳で死去。1648年に父が亡くなりフェアファクス卿を相続したが1人娘しかいなかったため、爵位は従弟のヘンリー・フェアファクスが継承した。
アップルトン・ハウスと呼ばれる屋敷と庭園を所有、ここで隠遁生活を送っていた様子を娘の家庭教師だった詩人のアンドルー・マーヴェルが庭園と共に詩で書いている。またクロムウェルに仕える前のジョン・ランバートはフェアファクスに手ほどきを受けて花に興味を持ち、議会派を風刺するトランプにチューリップを右手に持つ姿が描かれている。

## 家族
妻アン（1617年/1618年 - 1665年）との間に1女を儲けた。
- メアリー（1638年 - 1704年） - バッキンガム公ジョージ・ヴィリアーズと結婚